# Herman Suselbeek
Herman Johan Suselbeek (ur. 27 listopada 1943 w Silvolde) – holenderski wioślarz, srebrny medalista olimpijski.

## Kariera sportowa
Wystąpił na igrzyskach olimpijskich w Meksyku w 1968, gdzie Holendrzy w składzie: Herman Suselbeek, Hadriaan van Nes i Rody Rijnders (sternik) zdobyli srebrny medal w dwójkach ze sternikiem. W finale o 1,99 sekundy przegrali z osadą Włoch, a o 1,27 sekundy wyprzedzili osadę Danii. Był to jego jedyny start olimpijski.